# Werner Lorenz (Jurist)
Werner Lorenz (* 15. November 1921 in Lichtenstein-Callnberg; † 21. Juli 2014) war ein deutscher Jurist mit Schwerpunkten in der Rechtsvergleichung und im Zivilrecht. Bis zu seiner Emeritierung war er Professor der Ludwig-Maximilians-Universität München.

## Leben
Lorenz war Soldat im Zweiten Weltkrieg. Er studierte Rechtswissenschaften in Heidelberg, wurde dort 1951 promoviert und habilitierte ebenfalls dort 1957. Im Jahr 1958 erhielt er einen Ruf an die Universität Würzburg, 1965 ging er nach München. 1984 erhielt er die Ehrendoktorwürde der Universität Kopenhagen. Zu seinem 70. und zu seinem 80. Geburtstag erschien jeweils eine Festschrift.
Er kommentierte von der 12. Auflage bis zur Neubearbeitung von 1999 das Bereicherungsrecht (§§ 812–822 BGB) im Staudinger-Großkommentar zum Bürgerlichen Gesetzbuch.
Sein Sohn Stephan Lorenz ist ebenfalls Professor an der juristischen Fakultät in München. Stephan Lorenz kommentiert inzwischen das Bereicherungsrecht im genannten Kommentar.

## Schriften (Auswahl)
- International Encyclopedia of Comparative Law, VIII. Specific Contracts (Chief Editor), sowie Autor des Kapitel Contracts for Work on Goods and Building Contracts. 1980